# Neurologische aandoening
Een neurologische aandoening is een aandoening van het zenuwstelsel. Structurele, biochemische, of elektrische onregelmatigheden in de hersenen, het ruggenmerg of andere zenuwcellen kunnen een verscheidenheid aan symptomen veroorzaken. Voorbeelden van symptomen zijn verlamming, spierzwakte, een verminderde coördinatie, gevoelsverlies, insults, verwardheid, pijn en een veranderd bewustzijnsniveau. Er zijn veel verschillende neurologische aandoeningen, waaronder ook een aantal zeldzame. Neurologische aandoeningen kunnen worden vastgesteld via neurologisch onderzoek, een medisch specialisme van de neurologie en de klinische neuropsychologie.
De behandeling van een neurologische aandoening behelst bijvoorbeeld voorzorgsmaatregelen, het veranderen van leefstijl, fysiotherapie of andersoortige therapie, neurorevalidatie, pijnbestrijding, medicatie, of chirurgie uitgevoerd door een neurochirurg. In 2006 schatte de Wereldgezondheidsorganisatie dat tot wel één miljard mensen wereldwijd lijden aan neurologische aandoeningen en/of de gevolgen daarvan.

## Soorten

Sterfte door neurologische aandoeningen per miljoen mensen, 2012

Neurologische aandoeningen kunnen worden ingedeeld in categorieën op basis van de meest aangedane locatie, het meest uitgesproken functieverlies, of de voornaamste oorzaak. De breedste opdeling kan worden gemaakt tussen aandoeningen van het centraal zenuwstelsel en het perifeer zenuwstelsel. Het Merck Manual geeft een overzicht van aandoeningen aan het brein, het ruggenmerg en de zenuwen in de volgende overlappende categorieën:
- Hersenen:
  - Hersenletsel per hersenkwab (zie ook "diepere" hersengebieden, zoals de basale ganglia, het cerebellum, de hersenstam):
    - Schade aan de frontale kwab
    - Schade aan de pariëtale kwab
    - Schade aan de temporale kwab
    - Schade aan de occipitale kwab

  - Hersenstoornis  per type:
    - Afasie (taal)
    - Dysgrafie (schrijven)
    - Dysartrie (spraak)
    - Apraxie (patronen of volgorden in bewegen)
    - Agnosie (het herkennen van mensen of objecten)
    - Amnesie (geheugen)
- Ruggenmergletsel (o.a. myelitis)
- Neuropathie en andere aandoeningen van het perifeer zenuwstelsel
- Stoornissen in de hersenzenuwen, waaronder trigeminusneuralgie
- Stoornissen in het autonoom zenuwstelsel, zoals vegetatieve stoornis en multisysteematrofie
- Epileptische aandoeningen (epilepsie)
- Bewegingsstoornissen in het centrale en perifere zenuwstelsel, waaronder de ziekte van Parkinson, essentiële tremor, amyotrofische laterale sclerose (ALS), syndroom van Gilles de la Tourette en multiple sclerose (MS)
- Slaapstoornissen zoals narcolepsie
- Migraines en andere soorten hoofdpijn, zoals  clusterhoofdpijn en spanningshoofdpijn
- Pijn in de onderrug en nek (zie rugpijn)
- Neuropsychiatrische ziekten (ziektes en/of aandoeningen met psychiatrische kenmerken, waarbij bekend is dat deze worden veroorzaakt door schade aan, onderontwikkeling van, of biochemische, anatomische of elektrische uitval van het zenuwstelsel; bijvoorbeeld: ADHD, autisme, sommige gevallen van obsessieve-compulsieve stoornis, maar ook gedragsaspecten van bepaalde neurodegeneratieve ziekten zoals de ziekten van Parkinson, Huntington en Alzheimer, multiple sclerose en organische psychose.)
- Delier en dementie
- Duizeligheid en draaiduizeligheid
- Stupor en coma
- Traumatisch hersenletsel
- CVA
- Tumoren in het zenuwstelsel (bijvoorbeeld door kanker)
- Multiple sclerose en andere demyeliniserende ziekten
- Infecties in de hersenen of het ruggenmerg (waaronder hersenvliesontsteking)
- Prionziekten
- Overdruksyndroom
- Complex regionaal pijnsyndroom